# Yūki Nogami
Yūki Nogami (jap. 野上結貴 Nogami Yūki; ur. 20 kwietnia 1991 w Tokio) – japoński piłkarz występujący na pozycji obrońcy.

## Kariera piłkarska
Od 2012 roku występował w Yokohama FC i Sanfrecce Hiroszima.